# Прахуда (Вранча)
Прахуда (рум. Prahuda) насеље је у Румунији у округу Вранча у општини Палтин. Oпштина се налази на надморској висини од 395 m.

## Становништво
Према подацима из 2002. године у насељу је живело 548 становника, од којих су сви румунске националности.